# Atelopus bomolochos
Atelopus bomolochos es una especie de anfibios de la familia Bufonidae.

## Distribución geográfica y hábitat
Es endémica de Ecuador. Su hábitat natural incluye montanos secos, praderas tropicales o subtropicales a gran altitud, ríos, y tierras de pastos.

## Estado de conservación
Está amenazada de extinción por la pérdida de su hábitat natural. En 2015 apareció una población nueva en la provincia de Azuay (Ecuador), después de no ser visto ningún individuo desde 1990.